# 衡山戰鬥
衡山戰鬥發生於1923年8月23日，地點則是在中國湘東。是北洋政府時期內戰之一，交戰兩方為湖南省長趙恒惕及北伐討賊軍司令譚延闓，戰鬥初期，湘省長趙恒惕尚守住陣地，隔月九日，譚軍攻佔衡州。